# Jukos
Jukos (in russo НК ЮКОС? Hефтяна́я Компа́ния Ю́КОС, Compagnia petrolifera Yukos; traslitterazione anglosassone Yukos) era un'azienda petrolifera nata dalla fusione di due aziende sovietiche (l'atto costitutivo è il decreto presidenziale n. 354 del 15 aprile 1993 firmato da Boris El'cin): JUganskneftegaz e KujbyševneftOrgSintez.

## Privatizzazione e sviluppo
Nonostante le grandi potenzialità dell'azienda (oltre 33 milioni di tonnellate di greggio all'anno e riserve pari a 12,2 miliardi di barili), in seguito a due anni di gestione poco oculata da parte del direttore Sergej Muravlenko (ed una bancarotta per 3,5 miliardi di dollari), la compagnia petrolifera venne messa all'asta nell'ambito delle privatizzazioni del programma Prestiti-per-Azioni varato dal governo (allora presieduto da Viktor Černomyrdin) con lo scopo di cedere ad un privato un'importante azienda del comparto energetico russo.
L'asta per la cessione di una consistente quota di Yukos si svolse l'8 dicembre 1995: essa venne chiaramente pilotata in favore della banca Menatep del magnate Michail Borisovič Chodorkovskij che, facendo leva sugli stretti legami con il Cremlino (egli era infatti stato consigliere del primo ministro Silaev e successivamente primo vice-ministro di Vladimir Lopuchin nel dicastero dell'Energia) e sui sostanziosi fondi messi a disposizione in occasione dell'approssimarsi delle elezioni presidenziali del marzo 1996 in favore di El'cin, poté entrare in possesso del 45% di Yukos al prezzo di 159 milioni di dollari. Nello stesso periodo riuscì ad entrare in possesso di un ulteriore pacchetto azionario della compagnia petrolifera grazie ad un'altra asta d'investimento, giungendo al controllo di oltre il 70% della compagnia.
Con la vittoria di El'cin alle urne e la sicurezza di poter operare con la protezione del presidente, Chodorkovskij poté occuparsi della ristrutturazione interna della compagnia, affrontando una fase molto difficile (caratterizzata dalla crisi asiatica del triennio 1997-1999 che avrà in Russia le sue più drammatiche ripercussioni con la crisi finanziaria dell'agosto 1998) e superando le vertenze con l'investitore americano Kenneth Dart attraverso la sua estromissione.
La fine della crisi economica e la progressiva crescita del prezzo del barile cominciano a dare qualche boccata d'aria a Yukos. Ma non sono solo elementi di carattere esogeno a far ben sperare: la rotta manageriale di Chodorkovskij, caratterizzata da una politica di investimento (soprattutto attraverso l'acquisizione di svariate concessioni estrattive e impianti di raffinazione sparsi per tutta la Siberia) e da parametri di ottimizzazione delle risorse prettamente occidentali, fanno crescere la produzione e le vendite dell'azienda, le cui azioni passano dai 67,5 dollari dell'agosto 1999 ai 138 del luglio 2000.

## I problemi con il fisco
Con l'ascesa al potere di Vladimir Putin, si apre uno scontro ai vertici della Federazione russa: il nuovo presidente infatti intende rimettere in discussione i grandi privilegi concessi alla cosiddetta Simija ("Famiglia"), cioè l'entourage di burocrati, politici e oligarchi cresciuti e prosperati sotto l'ala protettrice di El'cin (fra cui lo stesso Chodorkovskij) e che ora sono visti da Putin come ostacolo alle sue mire autoritarie.
I primi due potenti della Simija a cadere in disgrazia furono Boris Abramovič Berezovskij (magnate di svariati settori dell'economia, da quello petrolifero, all'industria delle automobili, ai media) e Vladimir Gusinskij (proprietario della holding Media-Most, settore finanziario e dei media): furono entrambi costretti a riparare all'estero (il primo nel Regno Unito, l'altro in Israele).
I problemi della compagnia Yukos cominciano nella primavera del 2003: Aleksej Pičugin, responsabile della sicurezza interna, viene arrestato, accusato dell'omicidio di alcuni personaggi scomodi alla compagnia (verrà condannato ad oltre 20 anni di carcere al termine di un processo caratterizzato da alcune incongruenze). Successivamente, nel luglio dello stesso anno il presidente della banca Menatep (principale azionista della compagnia) Platon Lebedev viene arrestato per frode fiscale. Ma l'evento che più di tutti sancirà la tormentata storia della compagnia è l'arresto del CEO e azionista di riferimento Michail Chodorkovskij, il 25 ottobre 2003, all'aeroporto di Tolmačëvo (presso Novosibirsk). L'accusa lo cita in giudizio per frode fiscale, bancarotta fraudolenta, in esecuzione della sentenza di un tribunale, evasione fiscale e produzione di false documentazioni.
Subito dopo l'arresto Chodorkovsky, secondo una esclusiva del Sunday Times datata 2 novembre 2003, trasferiva "segretamente" (testuale) a Jacob Rothschild il controllo di una quota azionaria di Yukos pari a 8 miliardi di sterline.

## La fine dell'affare Yukos
Mentre il processo che lo vede protagonista si concluderà nell'agosto 2005 con la sentenza di nove anni di carcere (ridotti successivamente ad otto in sede di appello), la sua compagnia verrà avviata inesorabilmente allo sfacelo: per ripagare i debiti verso il fisco, Yukos metterà all'asta la sua controllata Yuganskneftegaz (pari ad oltre il 60% del valore totale della holding) nel dicembre 2004, attraverso un giro di compravendite poco trasparenti durate qualche giorno finirà nella proprietà dell'azienda pubblica petrolifera Rosneft.
Le restanti quote dell'azienda verranno suddivise in una ventina di lotti e vendute tramite aste nel periodo marzo-agosto 2007: anche in questo caso la stragrande maggioranza delle proprietà appartenute a Yukos verranno acquisite da Rosneft. Nell'autunno 2007 le vicende legate alla compagnia petrolifera appartenuta a Chodorkovskij si concluderanno con la cancellazione dell'azienda dal Registro delle imprese di Mosca ed a metà dicembre il sito www.yukos.com verrà cancellato dai server.
Nel 2016 "un Tribunale olandese ha annullato l’indennizzo di 50 miliardi di dollari cui la Russia era stata condannata dalla Corte permanente di arbitraggio a risarcire agli azionisti della compagnia petrolifera Yukos. Gli azionisti di Yukos avevano chiesto un risarcimento di 100 miliardi, sostenendo che Yukos era stata sciolta dal Cremlino fornendo prove false di evasione fiscale che avevano portato al fallimento del gruppo e all’arresto nel 2003 del suo fondatore Michail Chodorkovskij, poi liberato nel 2013".